# (6608) Davidecrespi
(6608) Davidecrespi est un astéroïde de la ceinture principale.

## Description
(6608) Davidecrespi est un astéroïde de la ceinture principale. Il fut découvert le 2 novembre 1991 à l'observatoire Palomar par Eleanor Francis Helin. Il présente une orbite caractérisée par un demi-grand axe de 2,45 UA, une excentricité de 0,19 et une inclinaison de 11,1° par rapport à l'écliptique.

## Compléments